# Terminal Portuario de Iquitos
El Terminal Portuario de Iquitos (también conocido como Embarcadero Turístico El Huequito o simplemente El Huequito) es un puerto mayor que sirve a la Ciudad de Iquitos y está administrado por Empresa Nacional de Puertos (ENAPU). Tiene como espacio natural de entrada al Puerto de Iquitos que está beneficiada con una actividad económica durante todo el año. En la ciudad, está ubicado en Villa de Punchana, en la Ciudad de Iquitos. Las áreas de influencia están conformadas por los pueblos de la Amazonia Peruana así como las Repúblicas de Brasil y Colombia.
El terminal está conformado por dos muelles generales de «atraque directo tipo flotante». Cuenta con 11 amarraderos para embarcaciones menores, amarraderos de proa y para embarcaciones mayores dependiendo de la eslora de la nave.
El terminal fue remodelado en 2015 y abrirá el 2017, paralelamente con su apertura se iniciara las operaciones del transbordador Amazonas I, que viajara desde la ciudad hacia Santa Rosa de Yavarí en la Tres Fronteras.